# 가타야마 마사토
가타야마 마사토(일본어: 片山 真人, 1984년 4월 19일 ~ )는 일본의 전 축구 선수이다.

## 구단 경력
과거 마쓰모토 야마가 FC, FC 기후, 미토 홀리호크에서 활동하였다.